# Evangelisk-lutherska kyrkan i Jordanien och det Heliga landet

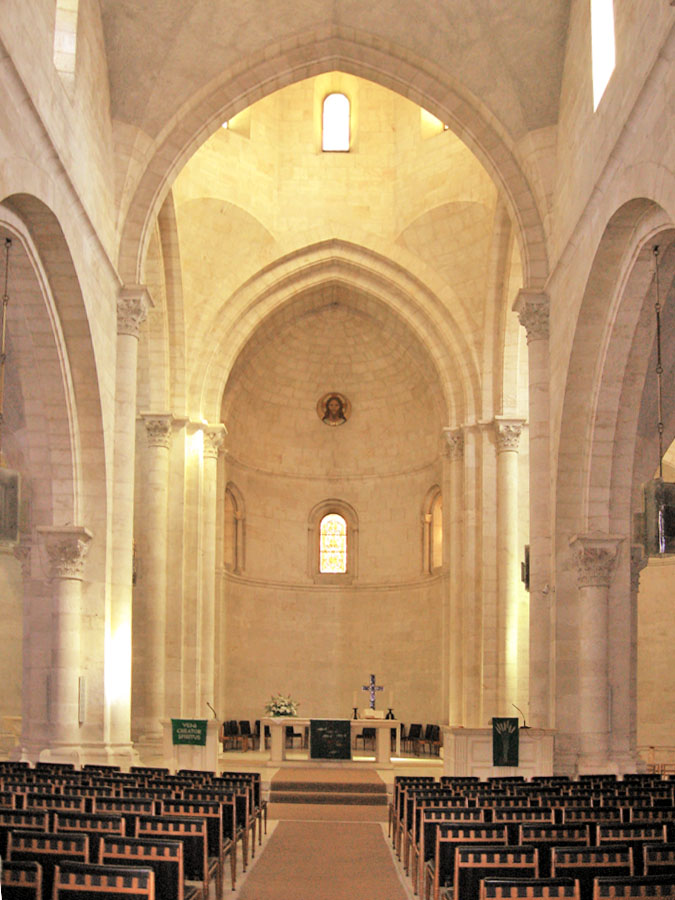
Frälsarkyrkan i Jerusalem som är samfundets domkyrka.

Evangelisk-lutherska kyrkan i Jordanien och det Heliga landet (ELKJHL) är ett lutherskt kyrkosamfund i Israel, Jordanien och Palestina. Kyrkan var fram till 1947 en del av Tysklands evangeliska kyrka och är sedan 1974 medlem i Lutherska världsförbundet.
Kyrkan har sex församlingar: Jerusalem, Betlehem, Beit Sahour, Ramallah, Beit Jala och Amman.

## Biskopar
- 1979–1986 Daoud Haddad
- 1986–1997 Naim Nassar
- 1998–2018 Munib Younan[2]
- 2018–  Sani Ibrahim Azar[3]